# 忽培元
忽培元（1955年11月—），男，陕西延安人，中华人民共和国政治人物、作家，国务院参事，曾任中共延安市委副书记兼延安市政协主席，中共大庆市委副书记。